# Phomopsis oryzae
Phomopsis oryzae är en svampart som beskrevs av Punith. 1975. Phomopsis oryzae ingår i släktet Phomopsis och familjen Diaporthaceae.   Inga underarter finns listade i Catalogue of Life.